# 大卫·歌诗坦
大衛·歌诗坦（希伯來語：‎，1944年11月14日—）以色列畫家、雕塑家、素描师和版畫家。  他早期是一位具像畫家，曾獲得以色列博物館插画獎。  1970年代末，他希望將二維繪畫的界限擴展到三維繪畫。他開始剪切每幅畫的主要形象並取消背景，   創造出獨特而標誌性的剪切作品，独立于空间，摒除了傳統的方形框架。
剪切決定了他創作的材料主要是木材，並使用工業塗料作為顔料。通過使用我們日常生活中的原色和主題，他創造了一種個性化的波普藝術風格并定義為“第二代波普藝術”。沿著羅瑞·李荷斯坦，湯姆·魏斯曼，和大衛·霍克尼的道路，他同樣致力於創造他個人的後波普藝術風格，並从单色油彩/水彩轉向充滿活力的、以設計為導向的色彩。